# Keizer Otto II
Otto II (eind 955 – Rome, 7 december 983) was hertog der Saksen, koning van Duitsland en Italië en keizer van wat later het Heilige Roomse Rijk zou heten. Hij stamde uit het geslacht van de Saksische Liodolfingen (Liudolfingers), meestal Ottonen genoemd.

## Jeugd
Otto was de zoon van keizer Otto de Grote, de meest succesvolle vorst sinds Karel de Grote, en diens tweede vrouw Adelheid van Italië. Otto werd opgevoed door zijn oom Bruno de Grote, aartsbisschop van Keulen, en zijn stiefbroer Willem, aartsbisschop van Mainz. Hierdoor had hij een goede opleiding en een belangstelling voor wetenschap en theologie. Om zijn opvolging te waarborgen liet Otto I zijn zoon Otto II al tijdens zijn leven kronen:
- 961: medekoning van Italië
- 962: medekoning van Duitsland
- 967: medekeizer

Op 14 april 972 huwde hij de Byzantijnse prinses Theophanu, nicht van keizer Johannes I Tzimiskes. Uit de huwelijksoorkonde van keizerin Theophanu blijkt dat hij haar daarbij als bruidsschat onder andere Walcheren, Wichelen en de Abdij van Nijvel schonk, naast gebieden en plaatsen in Duitsland en Italië; deze schenking werd later nog aanzienlijk uitgebreid. In 973 volgde Otto zijn vader na diens overlijden op als koning van Duitsland en Italië, en hertog van Saksen. Op eerste kerstdag van dat jaar werd hij te Rome opnieuw gekroond tot keizer.

## Duitsland
De eerste periode van zijn regering gaf Otto prioriteit aan het verzekeren van zijn machtspositie in Duitsland en de conflicten met de buurstaten van Duitsland.
Allereerst werd Otto geconfronteerd met een opstand in Lotharingen die met Franse steun werd geleid door de broers Reinier IV van Henegouwen en Lambert I van Leuven. In eerste instantie wist hij de opstand nog te onderdrukken maar in 976 besloot Otto om na een onbesliste veldslag bij Bergen vrede te sluiten met de broers en hen weer de graafschappen van hun vader te geven.
In 974 kwam Otto in conflict met zijn neef Hendrik II van Beieren (bijgenaamd Heinrich der Zänker - de Ruziezoeker) toen Burchard III van Zwaben overleed. Hendrik was beloofd dat hij dan hertog van Zwaben zou worden maar Otto gaf de titel aan een andere neef: Otto I van Zwaben. De moeder van Hendrik, Judith van Beieren, organiseerde een samenzwering tegen de keizer, waaraan werd deelgenomen door bisschop Abraham van Freising, de hertog van Bohemen, Polen en verschillende leden van de clerus en de adel, die ontevreden waren over het beleid van de vorige keizer, Otto I de Grote. Het plan werd echter ontdekt en relatief gemakkelijk onderdrukt. In hetzelfde jaar konden Otto's troepen met succes een poging van Harald I van Denemarken om het Saksische juk af te werpen verijdelen. In 975 mislukte Otto's expeditie tegen Bohemen doordat er problemen in Beieren uitbraken, waardoor Bohemen en Polen praktisch onafhankelijk waren. Het volgende jaar dwong Otto Hendrik om te vluchten naar Bohemen. Otto gaf de hertogstitel van Beieren aan Otto van Zwaben, maar maakte Oostenrijk en Karinthië los van Beieren en maakte er zelfstandige hertogdommen van. Ook onttrok hij de zeggenschap over het bisdom van Praag aan het aartsbisdom van Regensburg en gaf het aan het aartsbisdom van Mainz. In 977 onderdrukte hij het verzet in Beieren, met de verovering van Passau, en Bohemen. In 979 sloot Otto ook vrede met Polen.
In 977 ving hij zijn neef Karel op, nadat hij uit Frankrijk was verbannen en maakte hem hertog van Neder-Lotharingen. Hierdoor kwam hij in conflict met koning Lotharius van Frankrijk die zelfs voor korte tijd Aken wist te bezetten. Otto kon met zijn gezin op tijd uit Aken ontsnappen maar Lothar kon waardevolle schatten buitmaken. In september 978 sloeg Otto terug. Met een leger van 30.000 man viel Otto de West-Frankische gebieden binnen. Hij ontmoette weinig weerstand, maar ziekte onder zijn troepen dwong hem ertoe een vanuit Montmartre aangevangen beleg van Parijs op te geven. Op de terugreis werd de achterhoede van zijn leger verslagen bij het oversteken van de Aisne. De bagagetrein met alle buit viel in handen van de West-Franken. Otto's moeder, Adelheid, die ook schoonmoeder van Lotharius was, brak met Otto en trok naar haar familie in Bourgondië. Tijdens een bespreking in 980 te Margut-sur-Chiers, sloot Otto vrede met Lotharius die afzag van Lotharingen, evenals de Sint-Baafsheerlijkheid tot Lokeren, en het Waasland. In ruil daarvoor erkende Otto II de rechten van de zoon van Lotharius, Lodewijk V van Frankrijk op de West-Frankische troon. Hugo Capet was bang dat hij het nieuwe doelwit van Otto zou worden en investeerde veel in de relaties met Otto (hij zou hem zelfs in Rome bezoeken), Theophanu en Adelheid.
Hij was beschermheer van de Sint-Baafsabdij te Gent en begunstigde deze, vermoedelijk ook vanwege de strategische ligging van de stad. Zijn naam leeft hierdoor nog voort in de Gentse Ottogracht.

## Italië
Nadat al deze verwikkelingen vanuit zijn perspectief tot een redelijk goed einde waren gebracht voelde Otto II zich nu vrij om naar Italië te reizen. De regering van Duitsland vertrouwde hij toe aan de aartskanselier Willigis en aan hertog Bernhard I van Saksen. Hij werd op zijn reis vergezeld door zijn vrouw, zijn zoon, Otto van Beieren en Zwaben, de bisschoppen van Worms, Metz en Merseburg en tal van andere grafen en baronnen. Hij stak in het hedendaagse Zwitserland de Alpen over. In Pavia verzoende hij zich met zijn moeder, waarna hij in 980 de Kerst vierde in Ravenna.
Otto had de ambitie om orde te herstellen in het gehele vasteland van Italië en het te onderwerpen aan zijn koningschap. Hij begon met Rome, waar na het overlijden van zijn vader een anarchie was ontstaan. Paus Benedictus VI, die nog door zijn vader was gekozen, werd door de Romeinse burgerij gevangen gehouden in Castel Sant'Angelo, waar hij in 974 stierf. Zijn opvolger tegenpaus Bonifatius VII was naar Constantinopel gevlucht en Benedictus VII, de voormalige bisschop van Sutri, werd nu paus. Voorafgegaan door Benedictus VII trad Otto II op Paasdag plechtig Rome binnen. Otto hield in Rome een schitterend hof, dat werd bijgewoond door vorsten en edelen uit alle delen van West-Europa. Tijdens een feestmaal in het Vaticaan werden alle opstandige edelen uitgenodigd, er werd een lijst met namen voorgelezen en alle personen op de lijst werden door soldaten meegenomen en buiten gedood. Otto wordt daarom in Italië ook “de Bloedige” genoemd.
Na de dood van zijn Langobardische vazal, Pandulf, IJzerenhoofd in 981, was het zuiden van Italië een politieke en militaire lappendeken waar het Byzantijnse Rijk, de Saracenen en onafhankelijke vorsten van Langobardische herkomst elkaar voortdurend bevochten. Otto verkreeg uiteindelijk de erkenning van zijn gezag van alle Langobardische vorstendommen in Zuid-Italië onder de heerschappij van Manso I van Amalfi. In januari 982 marcheerden Duitse troepen naar de Byzantijnse gebieden en veroverden Bari en Tarente. Otto leed echter een zware nederlaag tegen de Saracenen in de slag van Crotone en moest zich terugtrekken naar het noorden.
Via Rome trok hij naar Verona. Op een rijksdag daar in juni 983, die voornamelijk door Noord-Italiaanse vorsten werd bijgewoond, liet hij zijn jonge zoon Otto III als koning van Duitsland bevestigen en bereidde hij een nieuwe campagne tegen de Saracenen voor. Hij sloot een akkoord met de Republiek Venetië, waarvan hij hard hulp nodig had na de nederlaag bij Crotone. In Rome bewerkstelligde Otto de uitverkiezing van Peter van Pavia als paus Johannes XIV.
Net toen het nieuws van een algemene opstand van de Slavische stammen aan de oostelijke grens van het Oost-Frankische rijk hem bereikte, stierf hij op 7 december 983 in zijn paleis in Rome - nog geen 30 jaar oud. Otto leed aan malaria en had zichzelf extra verzwakt door een veel te grote dosis van Aloë vera als laxeermiddel te nemen. Otto werd begraven in het atrium van Sint-Pietersbasiliek. Toen deze kerk werd herbouwd werden zijn resten overgebracht naar de crypte, waar zijn graf nog steeds is te zien.

## Huwelijk en nageslacht
Op 14 april 972 huwde hij met de Byzantijnse prinses Theophanu, (aangetrouwde) nicht van keizer Johannes I Tzimiskes. Uit dit huwelijk werden vijf kinderen geboren:
- Adelheid, (977 – 14 januari 1044), non in de abdij van Quedlinburg en tijdens zijn opstand ontvoerd door Hendrik II van Beieren; in 999 abdis van Quedlinburg, in 1014 van Gernrode en in 1039 van de Gandersheim.
- Sophia (ca. augustus 978 – eind januari 1039), opgevoed in de Abdij van Gandersheim waar haar tante Gerberga II abdis was; ze werd waarschijnlijk al non in 987 en was vanaf 1002 abdis van Gandersheim en vanaf 1012 ook abdis van Sticht Essen.
- Mathilde (979 – Echtz, 1025), gehuwd met paltsgraaf Ezzo van Lotharingen en moeder van Richeza, koningin van Polen.
- Otto III, (juni/juli 980–1002), Rooms keizer.
- Een dochter, een tweelingzus van Otto, zij stierf vóór 8 oktober 980.

## Voorouders
| Voorouders van Keizer Otto II | Voorouders van Keizer Otto II                                     | Voorouders van Keizer Otto II                                     | Voorouders van Keizer Otto II                                     | Voorouders van Keizer Otto II                                     | Voorouders van Keizer Otto II                                             | Voorouders van Keizer Otto II                                             | Voorouders van Keizer Otto II                                             | Voorouders van Keizer Otto II                                             |
| ----------------------------- | ----------------------------------------------------------------- | ----------------------------------------------------------------- | ----------------------------------------------------------------- | ----------------------------------------------------------------- | ------------------------------------------------------------------------- | ------------------------------------------------------------------------- | ------------------------------------------------------------------------- | ------------------------------------------------------------------------- |
| Overgrootouders               | Otto I van Saksen (850–912) ∞ Hedwig van Babenberg (856-903)      | Otto I van Saksen (850–912) ∞ Hedwig van Babenberg (856-903)      | Diederik (-) ∞ Reginhilde (870-)                                  | Diederik (-) ∞ Reginhilde (870-)                                  | Rudolf I van Bourgondië (855-912) ∞ 888 Willa (865-voor 924)              | Rudolf I van Bourgondië (855-912) ∞ 888 Willa (865-voor 924)              | Burchard II van Zwaben (883-926) ∞ Regelinda (-958)                       | Burchard II van Zwaben (883-926) ∞ Regelinda (-958)                       |
| Grootouders                   | Hendrik de Vogelaar (876-936) ∞ Mathilde van Ringelheim (895-968) | Hendrik de Vogelaar (876-936) ∞ Mathilde van Ringelheim (895-968) | Hendrik de Vogelaar (876-936) ∞ Mathilde van Ringelheim (895-968) | Hendrik de Vogelaar (876-936) ∞ Mathilde van Ringelheim (895-968) | Rudolf II van Bourgondië (890-937) ∞ 922 Bertha van Zwaben (907-voor 966) | Rudolf II van Bourgondië (890-937) ∞ 922 Bertha van Zwaben (907-voor 966) | Rudolf II van Bourgondië (890-937) ∞ 922 Bertha van Zwaben (907-voor 966) | Rudolf II van Bourgondië (890-937) ∞ 922 Bertha van Zwaben (907-voor 966) |
| Ouders                        | Keizer Otto I de Grote (912-973) ∞ Adelheid (heilige) (931-999)   | Keizer Otto I de Grote (912-973) ∞ Adelheid (heilige) (931-999)   | Keizer Otto I de Grote (912-973) ∞ Adelheid (heilige) (931-999)   | Keizer Otto I de Grote (912-973) ∞ Adelheid (heilige) (931-999)   | Keizer Otto I de Grote (912-973) ∞ Adelheid (heilige) (931-999)           | Keizer Otto I de Grote (912-973) ∞ Adelheid (heilige) (931-999)           | Keizer Otto I de Grote (912-973) ∞ Adelheid (heilige) (931-999)           | Keizer Otto I de Grote (912-973) ∞ Adelheid (heilige) (931-999)           |
| Keizer Otto II (955-983)      |                                                                   |                                                                   |                                                                   |                                                                   |                                                                           |                                                                           |                                                                           |                                                                           |